# Château de Gayette
Le château de Gayette est un château situé à Montoldre, en France.

## Localisation
Le château est situé sur la commune du Montoldre, dans le département de l'Allier, en région Auvergne-Rhône-Alpes.

## Historique
L'édifice est classé au titre des monuments historiques en 1925 et 1989, et inscrit en 1988.